# El Maíllo
El Maíllo ist ein westspanischer Ort und eine Gemeinde (municipio) mit 282 Einwohnern (Stand: 2024) in der Provinz Salamanca in der Autonomen Gemeinschaft Kastilien-León.

## Lage und Klima
El Maíllo liegt etwa 75 Kilometer südwestlich von Salamanca in einer Höhe von gut 635 m und teilweise im Parque Natural de las Batuecas y Sierra de Francia. Im Gemeindegebiet liegt der frühere Militärflugplatz El Maíllo, der heute als Kleinflughafen genutzt wird.
Das Klima ist gemäßigt bis warm; Regen (ca. 719 mm/Jahr) fällt hauptsächlich im Winterhalbjahr.

## Bevölkerungsentwicklung
| Jahr      | 1970 | 1981 | 1991 | 2001 | 2011 | 2021 |
| Einwohner | 765  | 487  | 476  | 429  | 325  | 271  |

Der Bevölkerungsrückgang seit den 1950er Jahren ist im Wesentlichen auf die Mechanisierung der Landwirtschaft, die Aufgabe von bäuerlichen Kleinbetrieben und den damit einhergehenden Verlust an Arbeitsplätzen zurückzuführen.

## Sehenswürdigkeiten

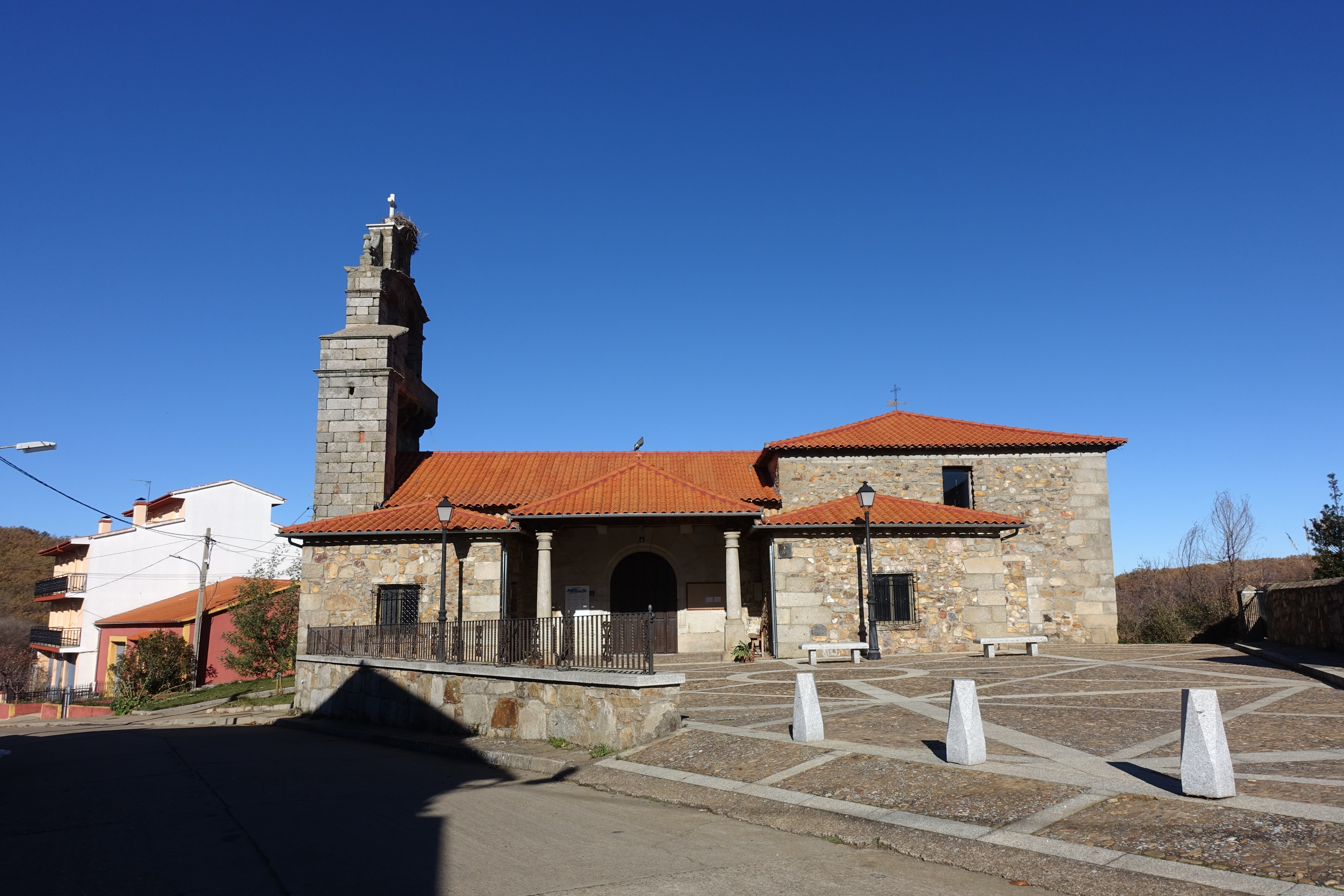
Magdalenenkirche
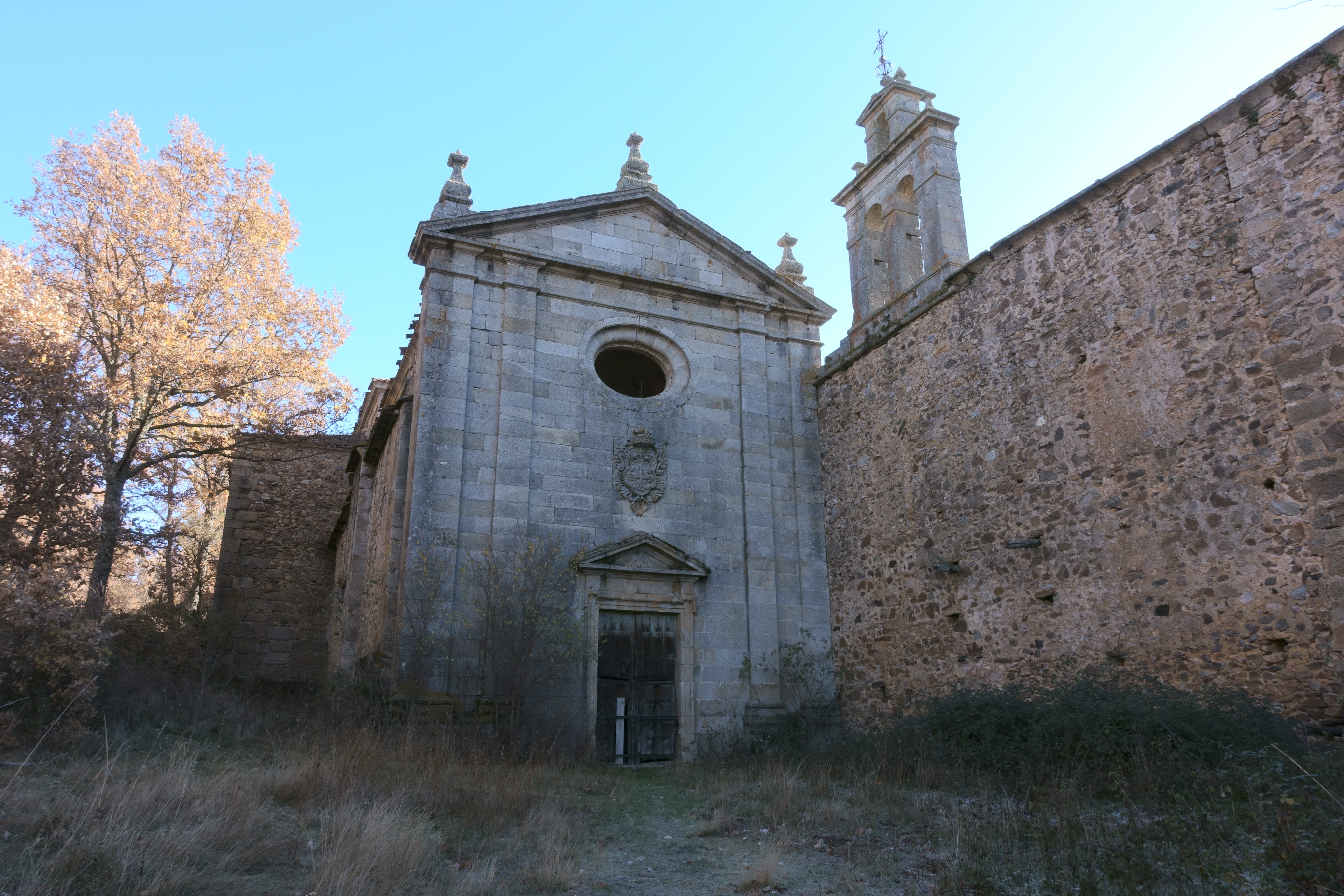
Konvent
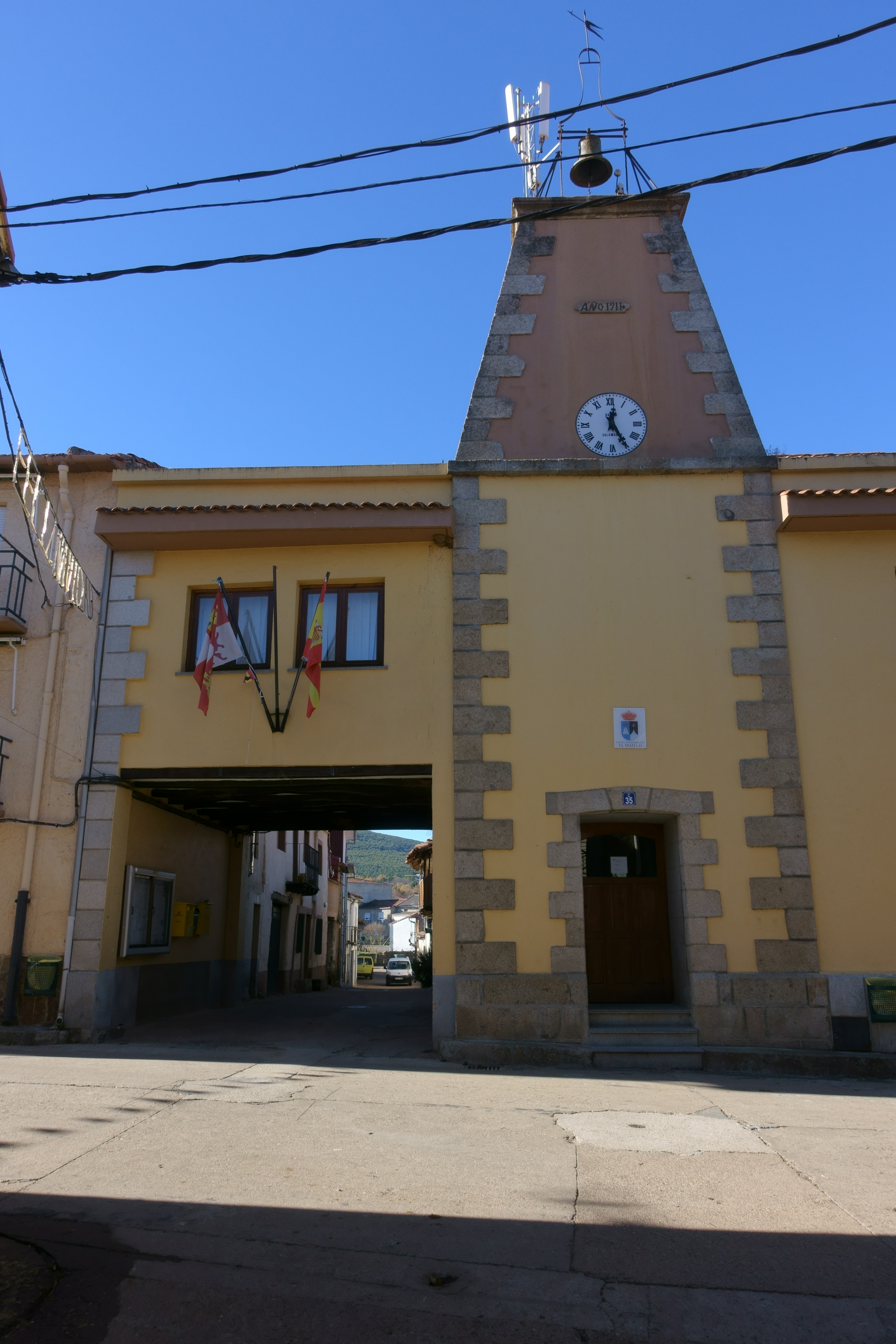
Rathaus

- Magdalenenkirche
- Konvent
- Rathaus